# Gomphotheriidae
A Gomphotheriidae az emlősök (Mammalia) osztályának ormányosok (Proboscidea) rendjébe, ezen belül az elefántalakúak (Elephantiformes) alrendjébe tartozó fosszilis család.
Korábban az Amebelodontidae Barbour, 1927 és a Choerolophodontidae Gaziry, 1976 családbeli nemeket is ebbe a családba helyezték.

## Rendszerezés
A családba az alábbi 4-5 alcsalád és 9-11 nem tartozik:
- Cuvieroniinae
  - †Cuvieronius Osborn, 1923 - kora pliocén-holocén; Észak- és Dél-Amerika
  - †Haplomastodon Hoffstetter, 1950 - középső-késő pleisztocén; Dél-Amerika; egyes rendszerezések szerint azonos a Notiomastodonnal
  - †Notiomastodon Cabrera, 1929 - középső pleisztocén-holocén; Dél-Amerika
  - †Stegomastodon Pohlig, 1912 - pliocén-késő pleisztocén; Észak-Amerika, de talán Dél-Amerika is
- Gnathabelodontinae?
  - †Blancotherium May, 2019? - középső miocén; Észak-Amerika
  - †Gnathabelodon Barbour & Sternberg, 1935? - középső-késő miocén; Észak-Amerika
- Gomphotheriinae
  - †Gomphotherium Burmeister, 1837 - kora miocén-kora pleisztocén; Eurázsia, Afrika, Észak-Amerika
  - †Megabelodon Barbour, 1914 - miocén-pliocén; Észak-Amerika
- Rhynchotheriinae
  - †Rhynchotherium Falconer, 1868 - miocén-pliocén; Észak- és Közép-Amerika
- Sinomastodontinae
  - †Sinomastodon Tobien et al., 1986 - késő miocén-kora pleisztocén; Ázsia
- incertae sedis
  - †Eubelodon Barbour, 1914 - miocén; Észak-Amerika

### Fordítás
- Ez a szócikk részben vagy egészben  a   Gomphothere című angol Wikipédia-szócikk ezen változatának fordításán alapul.  Az eredeti cikk szerkesztőit annak laptörténete sorolja fel. Ez a jelzés csupán a megfogalmazás eredetét és a szerzői jogokat jelzi, nem szolgál a cikkben szereplő információk forrásmegjelöléseként.